# Sexy Dirty Love
Sexy Dirty Love è un brano musicale della cantante statunitense Demi Lovato, registrato per il suo sesto album in studio Tell Me You Love Me. È stato pubblicato l'8 settembre 2017 come terzo singolo promozionale estratto dall'album, dopo Tell Me You Love Me e You Don't Do It for Me Anymore.
Nella sua prima settimana, ha venduto 8,486 copie.

## Descrizione
Con influenze degli anni 80 e 90, Sexy Dirty Love è una canzone funky con un ritmo ballabile, oltre a contenere elementi di “old-school” R&B ed electro. Il testo parla di una modera relazione amorosa, iniziata via web e Lovato canta di fantasie tramite il telefono nella prima strofa. Secondo la cantante, parla dell’inizio di una storia romantica dove tutto è sexy ed eccitante.